# Stare Miasto (Łęczna)
Stare Miasto w Łęcznej – najstarsza część miasta Łęczna w województwie lubelskim.

## Historia i zabytki

### Staromiejskie Rynki
Rynek II został wytyczony w XVI lub XVII w. z inicjatywy Adama Noskowskiego, ówczesnego właściciela miasta. Miał charakter centrum. Był największym łęczyńskim rynkiem, miejscem bogatych jarmarków, na które ściągali kupcy m.in. z Rosji, Niemiec, czy Austrii. Obroty sięgały wysokich jak na tamte czasy sum. 
W 1745 r., po kolejnym pożarze miasta, Seweryn Józef Rzewuski nakazał poszerzyć ulice rynkowe. Odbudował pierwszy i drugi rynek oraz założył trzeci. W 1840 roku na Rynku II wybudowano pierwszą w mieście studnię kubełkową, kolejną - w 1860 r. w Rynku III. 
10 listopada 1846 r. podczas pożarów spłonęły zabudowania wokół Rynku II, wschodnia część Rynku III oraz zabudowania wokół ulic Nowej i Bożniczej. 
W czasie II Wojny Światowej na Starym Mieście istniało getto. Niemcy dokonywali na miejscowych Żydach masowych deportacji i egzekucji. Podczas największej, mającej miejsce 11 listopada 1942 r., hitlerowcy wymordowali przy murach synagogi około 1400 Żydów z łęczyńskiego getta.

W 2013 roku Rynek I i Rynek III zostały gruntownie wyremontowane. Koszt inwestycji wyniósł 9 952 972,14 PLN, z czego 6 553 292,72 PLN dostarczyła Unia Europejska. Na Rynku I przebudowano plac, jezdnię, chodnik i parkingi wraz z oświetleniem i odwodnieniem, przebudowano sieci energetyczne, urządzono zieleń oraz wykonano i ustawiono elementy małej architektury. Dodatkowo wykonano 2 fontanny w formie placu wodnego. Wykonano docieplenie ścian 5 budynków na ulicy Rynek III i Plac Kanałowy. W otoczeniu odnowionych bloków rozmieszczono elementy małej architektury. Ustawiono 33 ławki oraz 7 koszy na śmieci. Wybudowano także plac zabaw oraz plac z urządzeniami do ćwiczeń na świeżym powietrzu.

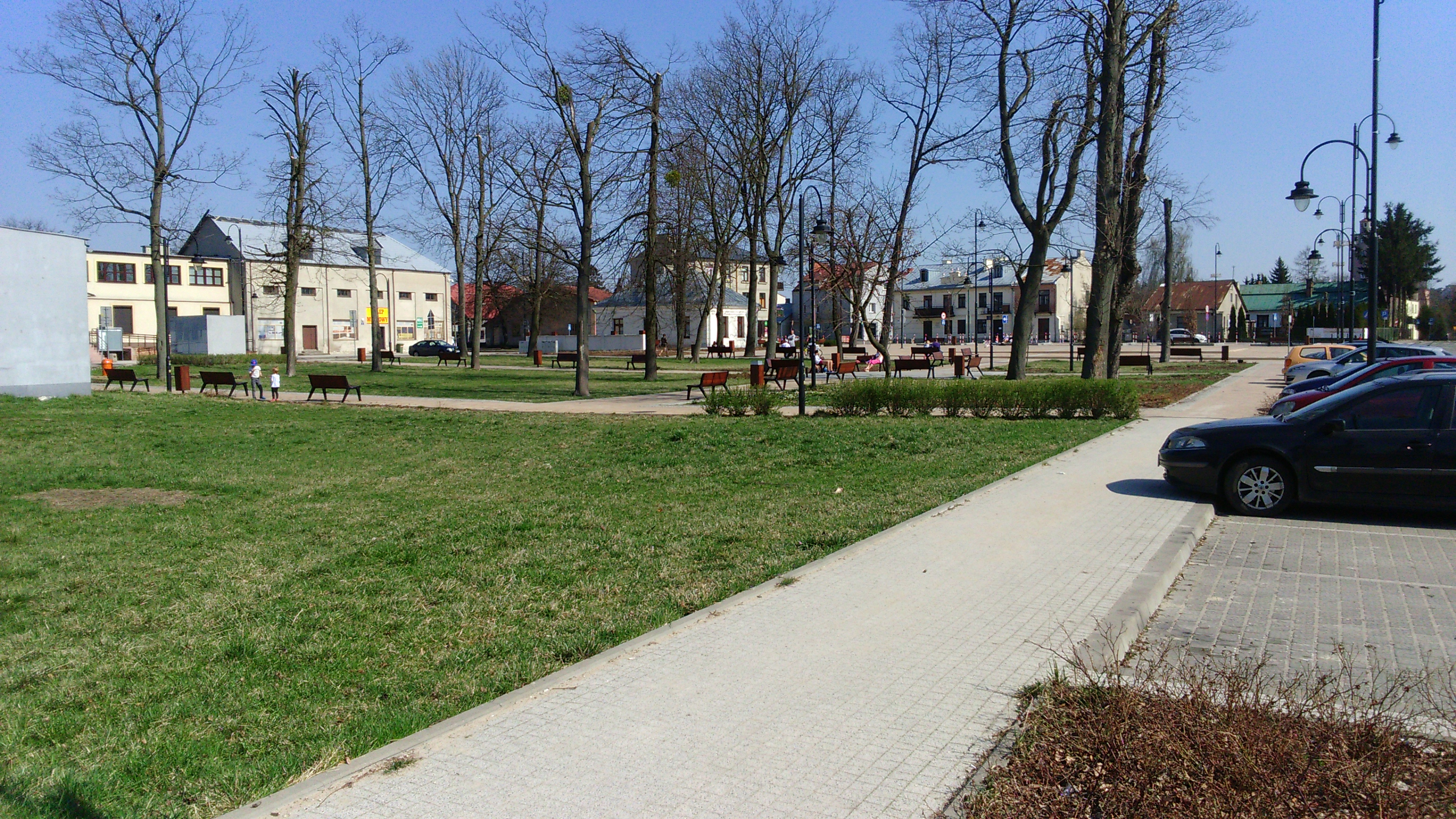
Plac Kościuszki, widok z ulicy Średniej
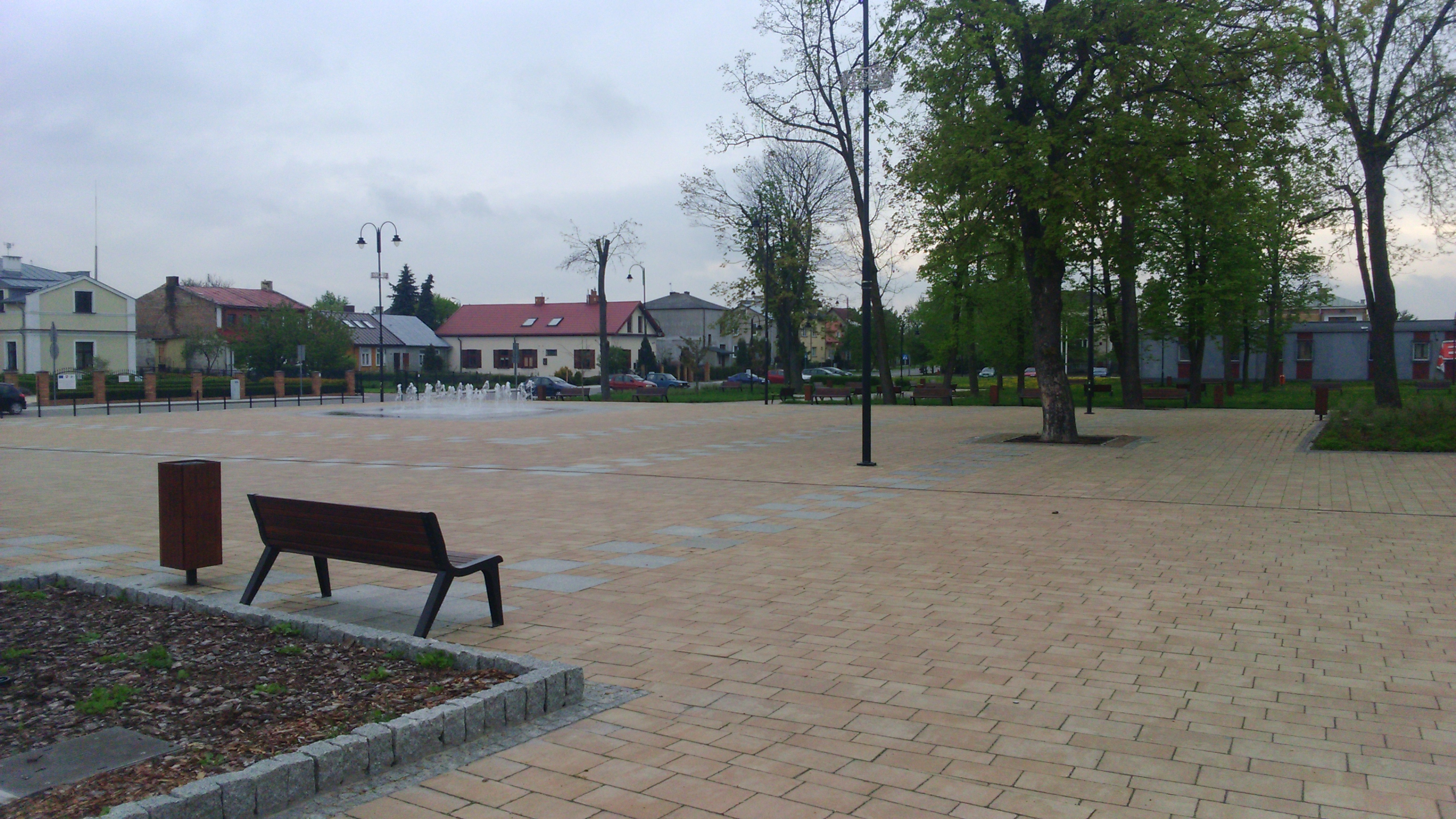
Plac Kościuszki
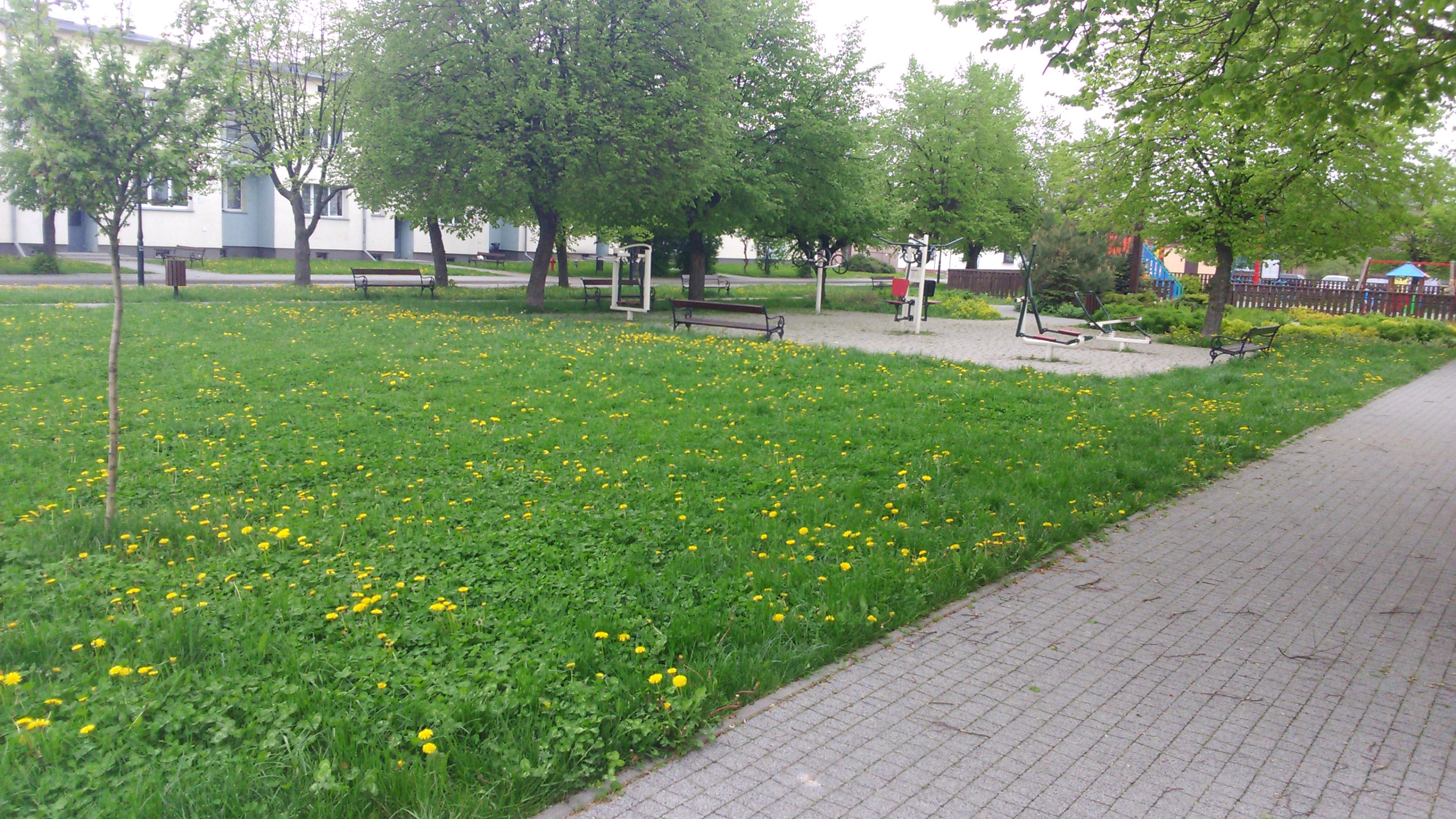
Rynek III, najmłodszy z łęczyńskich rynków
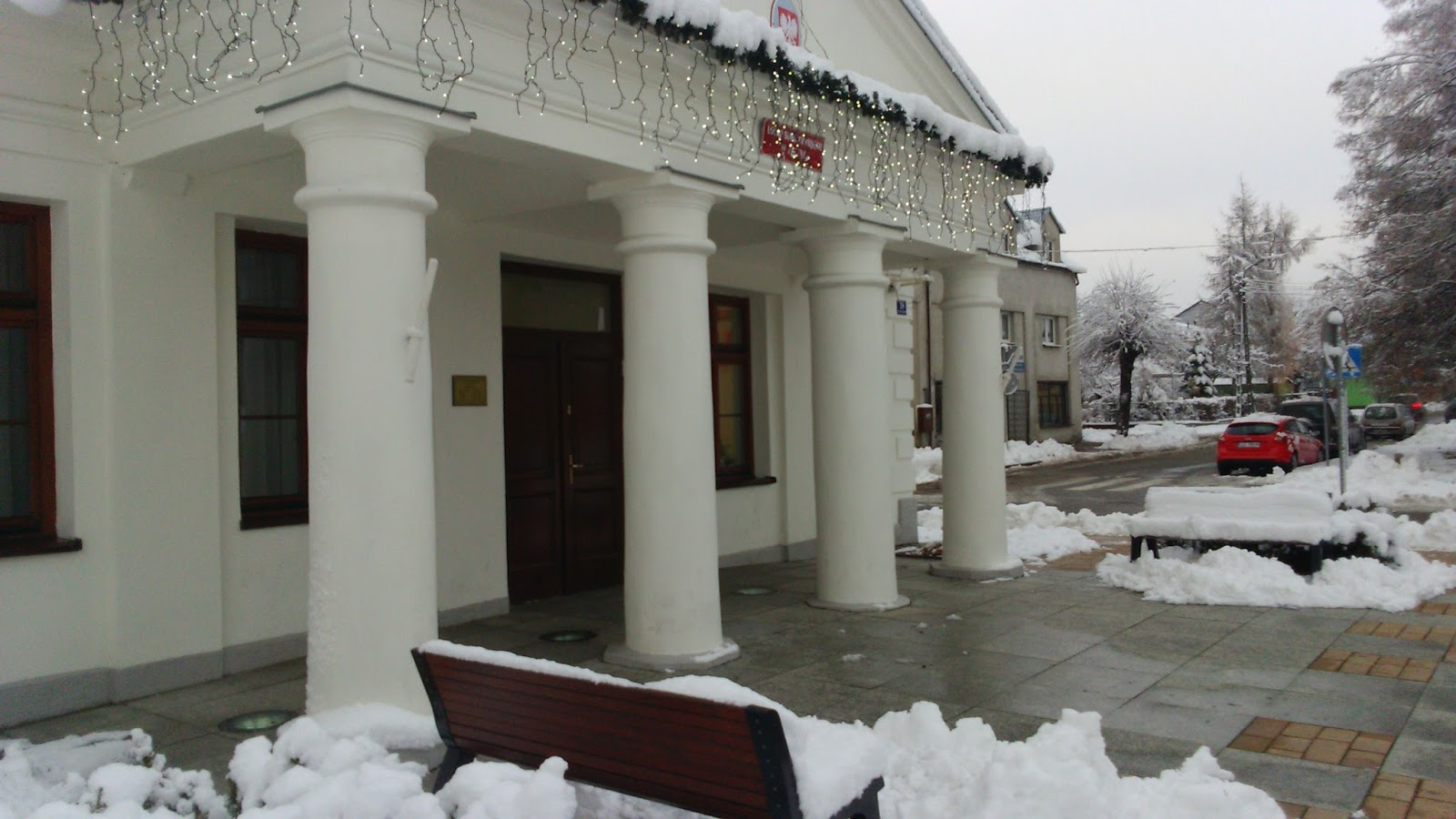
Ratusz na Rynku I
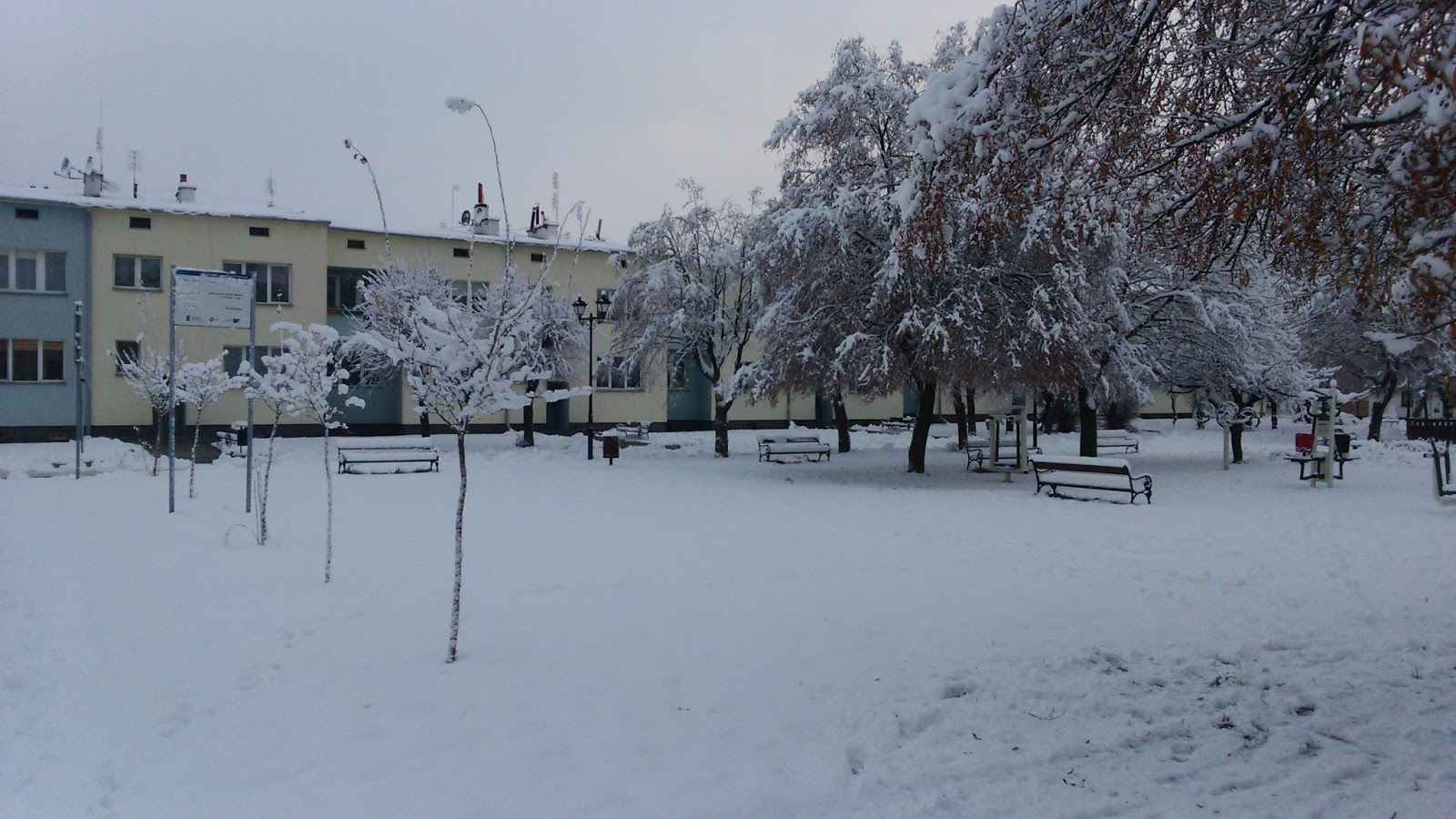
Rynek III zimą
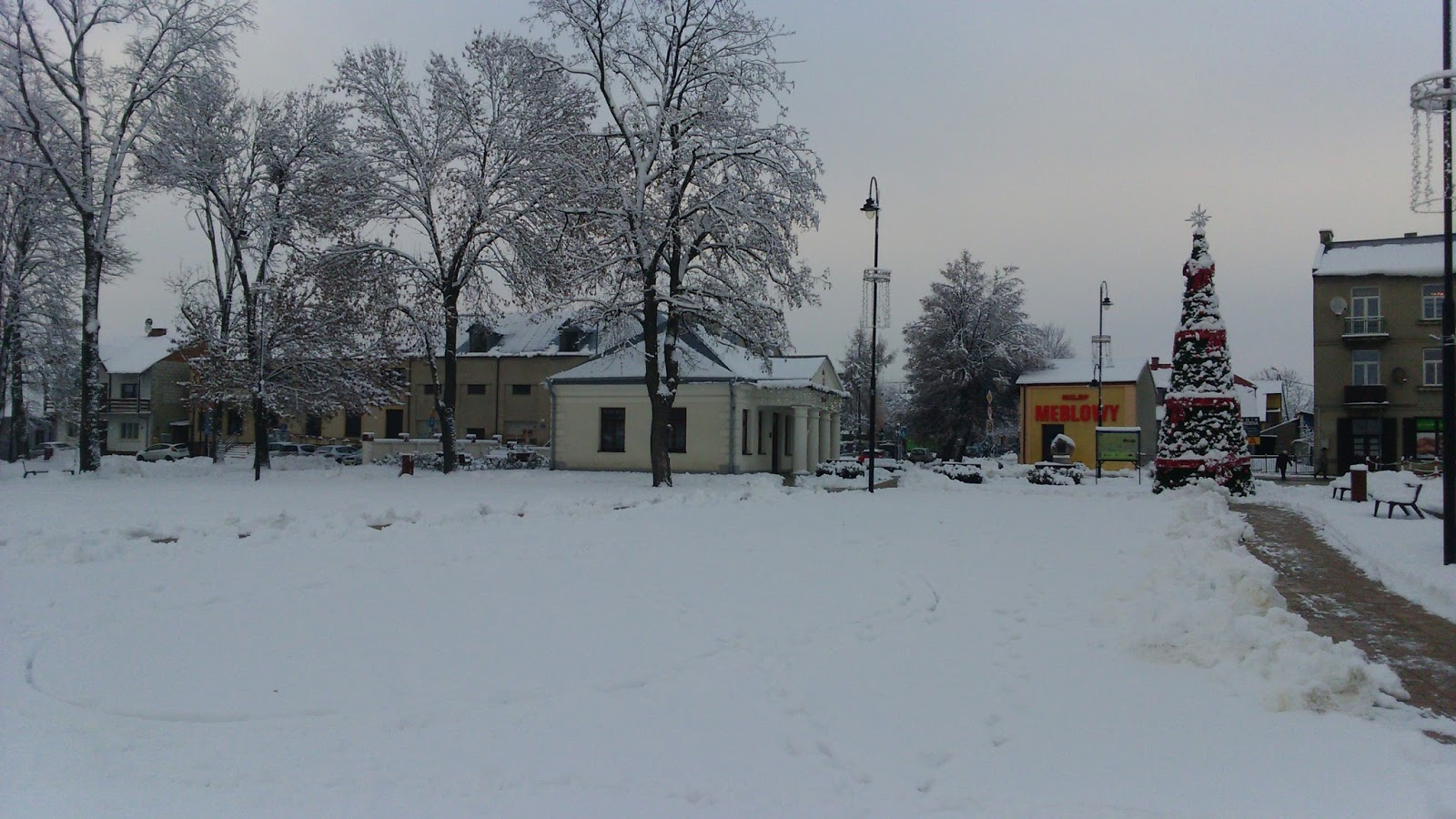
Plac Kościuszki od strony Urzędu Miasta. Grudzień 2016

### Zespół dworsko-parkowy na Podzamczu
Park na Podzamczu wchodzi w skład Nadwieprzańskiego Parku Krajobrazowego. Północną jego część zajmuje dziedziniec z zabudowaniami folwarku. W południowej części znajduje się park z drzewostanem z końca XIX w., a w nim pomniki przyrody. 
Południowo-zachodnia część parku jest miejscem lokalizacji zamku - obronnej rezydencji rodu Tęczyńskich.
W 1946 r. we dworze mieściło się gimnazjum.
Wiosną 2017 roku rozpoczęto prace remontowe. Ponad 2 hektary zdegradowanego parku zostaną wyremontowane. Firma "Kanska" założyła odtworzenie XVIII-wiecznego ogrodu włoskiego wraz z historycznym układem parku ukształtowanym przez szpalery starych lip. We wschodniej części parku utworzono strefę zdrowego wypoczynku, czyli tzw. "ścieżkę zdrowia". Zrewitalizowano również układ komunikacyjny. Powstały m.in. aleja dojazdowa, ścieżki i place. Uzupełnieniem parku są elementy małej architektury, czyli ławki parkowe, kosze na śmieci, drogowskazy oraz oświetlenie. Wartość I etapu jest szacowana na 2 miliony 936 tys. zł. Drugi etap projektu, dotyczy zabezpieczenia ruin zabudowań folwarcznych. Koszt jest szacowany na 2 mln 384 tys. zł.

### Kirkut
Cmentarz żydowski został założony w XVI w. lub w drugiej połowie XVII w., a ostatniego pochówku, według dostępnych źródeł, dokonano w 1942 r. 
W 1858 r. powiększono teren cmentarza, dokupując od południowej strony kawałek gruntu. 
Obecnie na zachowanym terenie o powierzchni 1,1 ha nie ma żadnej macewy. Kilkadziesiąt płyt nagrobnych, ocalałych po II Wojnie Światowej znajduje się w lapidarium utworzonym przy łęczyńskiej synagodze. Najstarsze odnalezione fragmenty macew datuje się na XIX w.

## Miejsca

### Religia
- Kościół pw. św. Marii Magdaleny
- Synagoga Duża
- Synagoga Mała

### Kultura
- Towarzystwo Przyjaciół Ziemi Łęczyńskiej
- Izba Regionalna

### Zabytki
- Zamek w Łęcznej
- Ratusz w Łęcznej
- Dom z podcieniami – murowany, otynkowany dom z cegły przy ul. Krasnostawskiej 4 wybudowany w połowie XIX w.
- Domy zajezdne – 4 domy usytuowane przy ul. 3 Maja 26 i 37 oraz przy pl. Kanałowym 18 i 26.
- Budynek dawnej plebanii w Łęcznej
- Mansjonaria w Łęcznej

## Administracja

### Rada Osiedla
W skład Rady i Zarządu Osiedla zasiada 15 radnych. Stan na kadencję 2016-2020
1.    Janusz Matysek – Przewodniczący
2.    Sławomir Winiarski – członek zarządu
3.    Robert Ciuraj – członek zarządu
4.    Agnieszka Korzeniewska – członek zarządu
5.    Michał Czajkowski – członek zarządu
6.    Halina Brzoskowska
7.    Grażyna Bednarska
8.    Iwona Haratym
9.    Iwona Paszkiewicz
10.    Włodzimierz Wójcik
11.    Zofia Pieczywek
12.    Karol Gruszecki
13.    Jadwiga Tabor
14.    Janusz Kotasz
15.    Anna Bielawska

### Wybory
Osiedle Stare Miasto jest siedzibą Obwodowej Komisji Wyborczej nr 4, w której wybiera się jednego radnego do rady miejskiej. Radnym reprezentującym okręg wyborczy nr 4 jest Grażyna Bednarska.